# Giorgio Kienerk
Giorgio Kienerk (Firenze, 5 maggio 1869 – Fauglia, 15 febbraio 1948) è stato un pittore, scultore, grafico e illustratore italiano.

## Biografia
Giorgio Kienerk nacque da Marco, di origine svizzera e impiegato al Ministero della pubblica istruzione (allora Firenze era capitale d'Italia), e dalla francese Stéphanie Gallyot.
Fu allievo dello scultore Adriano Cecioni e del pittore Telemaco Signorini, entrambi appartenenti al movimento artistico dei Macchiaioli.
Intorno al 1890, insieme ad altri giovani pittori toscani (tra cui Plinio Nomellini) che verranno poi chiamati Postmacchiaioli, Kienerk si volse verso nuovi orientamenti artistico-culturali di tendenza internazionale, come il divisionismo, il simbolismo e l'Art Nouveau; la naturale adesione a questo clima di rinnovamento introdusse l'artista nei circuiti espositivi europei.
Nel 1892 vince il Premio Baruzzi con un bozzetto in gesso del Ragazzo con l'anguilla, scultura in marmo del 1893 oggi conservata nelle Collezioni comunali d'arte di Bologna.
Sul finire del secolo e poi nel Novecento rivolse il suo interesse non solo alla pittura e alla scultura, ma anche all'arte grafica che avrebbe preso il suo avvio ottenendo subito larga e fortunata diffusione. Palesando la sua grande capacità inventiva, lavorò come illustratore per note riviste dell'epoca rendendosi protagonista di notevoli innovazioni formali. Particolarmente significativa la collaborazione con Mario Novaro per la realizzazione della rivista La Riviera Ligure.

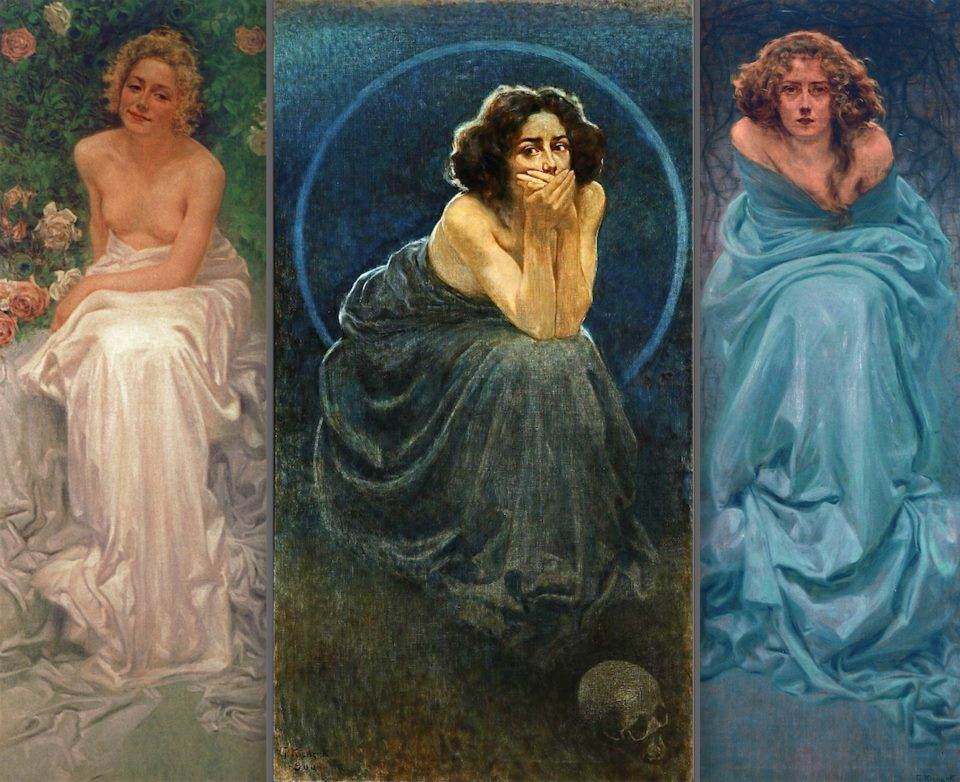
L'enigma umano, 1900, Pavia, Pinacoteca Malaspina

Dal 1905, per trent'anni, ricoprì il ruolo di Direttore della Civica Scuola di Pittura di Pavia, nel contempo dedicandosi pienamente all'insegnamento, e senza tralasciare la propria attività di artista.
Nel 1921 espose alla Permanente nella Mostra di artisti veneti-toscani-lombardi cinque quadri (Strada di campagna, Mattino d'estate, Nel parco, Sera Toscana, Il Pagliaio).
Kienerk morì nel 1948 nella villa di famiglia presso Poggio alla Farnia a Fauglia, dove aveva trascorso ogni estate fin dal 1919 immortalando la campagna circostante in numerose opere, in un percorso personale in cui elaborava l'esperienza macchiaiola (nella costruzione della scena dal suo maestro Signorini) e quella divisionista. Alcuni quadri di questo periodo fecero mostre e raccolsero consensi. Lasciò la moglie Margherita, che morì ultracentenaria, e la figlia Vittoria, storica dell'arte e insegnante.

## Museo
Nel 2009 il Comune di Fauglia (Pisa), ricevute dalla figlia Vittoria una ampia donazione, nel 2009 apre il museo Giorgio Kienerk che testimonia l'ampia attività dell'artista, collocato nelle carceri poste sul retro del Palazzo Municipale.
La raccolta consta di sculture a tutto tondo e a bassorilievo, di pitture ad olio e a pastelli, di importanti disegni, delle estrose macchie senza contorni disegnati ideate dall'artista all'inizio del Novecento e di una serie di taccuini; complessivamente oltre centotrenta pezzi. Le opere coprono tutto il percorso artistico del fiorentino, dalla produzione giovanile agli ultimi dipinti eseguiti a Fauglia.